# Expectations (Keith Jarrett)
Expectations è un album in studio del pianista Keith Jarrett, pubblicato nel 1972.

## Tracce
1. Vision – 0:51
2. Common Mama – 8:14
3. The Magician in You – 6:55
4. Roussillon – 5:25
5. Expectations – 4:29
6. Take Me Back – 9:33
7. The Circular Letter (for J.K.) – 5:04
8. Nomads – 17:23
9. Sundance – 4:31
10. Bring Back the Time When (If) – 9:53
11. There Is a Road (God's River) – 5:32